# Micaela Widmer
Micaela Widmer (* 11. August 1987 in Calgary, Alberta, Kanada) ist eine schweizerisch-kanadische Skeletonsportlerin.
Micaela Widmer begann 2004 mit dem Skeletonsport und 2006 mit Wettkämpfen und gehörte ab 2009 dem kanadischen Nationalkader an. Ihr erstes Rennen im Leistungsbereich bestritt sie bei den Kanadischen Meisterschaften des Jahres 2006, wo sie 13. wurde. 2006 bestritt sie in Lake Placid ihre ersten Rennen im America’s Cup und belegte die Plätze 12 und 18. 2008 belegte sie in Park City als Siebtplatzierte erstmals einen Platz unter den besten zehn.
Ein erstes Grossereignis wurden die Juniorenweltmeisterschaften 2008 in Igls, bei denen Widmer Elfte wurde. In der Saison 2009/10 startete sie im Skeleton-Europacup. Sie kam in allen acht Rennen zum Einsatz und belegte immer einstellige Platzierungen. In Cesana Pariol erreichte sie im vorletzten Saisonrennen hinter ihrer Landsfrau Michelle Bartleman und der Deutschen Tina Hermann den dritten Platz. In der Gesamtwertung wurde Widmer hinter Sophia Griebel und Bartleman Dritte. Bei den Junioren-Weltmeisterschaften in St. Moritz verpasste sie als Viertplatzierte knapp eine Medaille.
In der Saison 2010/11 startete Widmer im Skeleton-Intercontinentalcup und fuhr dabei einmal mit dem dritten Rang auf das Podest. Im Winter 2011/12 kam sie zunächst im Europacup zum Einsatz, wo sie unter anderem erneut einen dritten Platz belegte, und startete anschliessend im Intercontinentalcup, wo ihre beste Platzierung Rang 5 in Park City darstellte. Auch in der Folgesaison nahm sie am Intercontinentalcup teil und fuhr einmal auf Rang 3.
Zur Saison 2014/15 wechselte sie zum Schweizer Verband und konnte sich in den Selektionsrennen für den Intercontinentalcup qualifizieren. Nach einer Leistungssteigerung im Lauf der Saison mit einem Sieg sowie dritten Rang in den letzten beiden Saisonrennen erreichte sie den zweiten Platz in der Gesamtwertung hinter Donna Creighton. Im November 2015 gab sie ihr Debüt im Weltcup mit Rang 17 in Altenberg.